# Landesposaunentag
Der Landesposaunentag ist eine kirchenmusikalische Großveranstaltung eines evangelischen Posaunenchorverbandes in Deutschland. Zu diesen Bläsertreffen kommen hauptsächlich Blechbläser aus Posaunenchören im jeweiligen Einzugsgebiet des Verbandes. Je nach Größe des Verbandes variieren die Teilnehmerzahlen von einigen hundert bis zu 8.000 Teilnehmern. Das Programm kann sowohl ein- als auch mehrtägig gestaltet sein.
Beim CVJM-Westbund, dem Gnadauer Posaunenbund und dem Bund Christlicher Posaunenchöre Deutschlands heißen diese Bläsertreffen Bundesposaunentag.
Liste einiger bekannter Landesposaunentage:
- Württembergischer Landesposaunentag
- Badischer Landesposaunentag
- Nordelbischer Landesposaunentag
- Bayerischer Landesposaunentag